# Araraquara (navio)
O navio Araraquara foi um navio brasileiro de carga e de passageiros, afundado na noite do dia 15 de agosto de 1942, pelo submarino alemão U-507, no litoral do estado de Sergipe, horas depois desse mesmo "u-boot" ter afundado o navio Baependi próximo dali.
Foi o décimo sétimo navio brasileiro a ser atacado (e o segundo a ser atacado pelo U-507), causando a morte de 131 pessoas das 142 que se encontravam a bordo.
Nos dias que se seguiram, mais quatro embarcações seriam afundadas pelo mesmo submarino (o Aníbal Benévolo, o Itagiba, o Arará e a barcaça Jacira), com um total de 607 mortos, incluídas as 270 vítimas no Baependi, torpedeado naquela mesma noite, duas horas antes.
Tais afundamentos consistiram na causa imediata da entrada no Brasil na guerra contra o Eixo, no dia 22 de agosto seguinte, tendo em vista a indignação geral que tomou conta da opinião pública brasileira.

## O navio
O navio pertencia à Classe Araranguá, da qual faziam parte o Araranguá (que deu nome à classe), o Araçatuba e o Aratimbó — denominados popularmente no Brasil como "Aras".
O Araraquara foi lançado em 1º de agosto de 1927, sendo completado em outubro daquele mesmo ano, nos estaleiros do Cantiere Navale Triestino, em Monfalcone, perto de Trieste, na Itália, sob encomenda do Lloyd Nacional, seu primeiro e único proprietário.
Além de ser um navio cargueiro convencional, possuía capacidade frigorífica em seus porões, além de prestar serviço como navio de passageiros nas linhas de cabotagem.

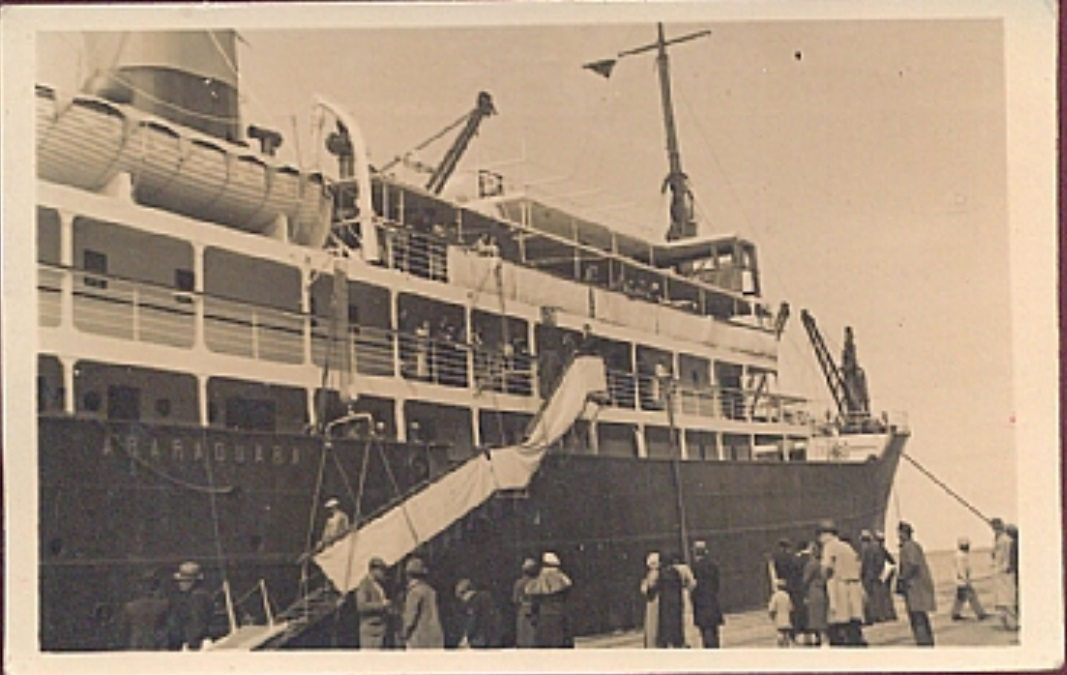
Embarque de passageiros (data ignorada)

Foi batizado em homenagem à cidade de Araraquara no estado de São Paulo.

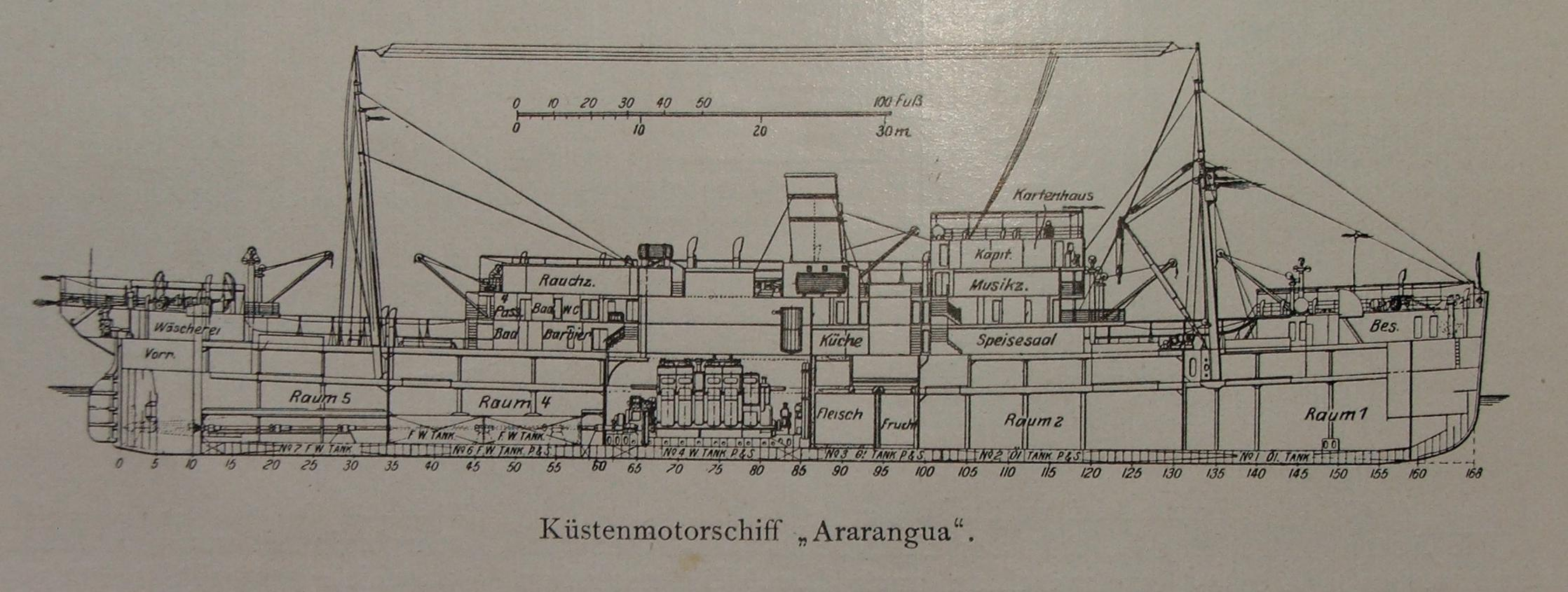
Esquema de um navio da Série Araranguá, da qual fazia parte o Araraquara.

Constituído de um casco de aço, era servido por dois motores de combustão interna a diesel, de quatro cilindros acoplados a dois eixos/hélices, com uma potência nominal de 1 008 HP, fazendo-o alcançar uma velocidade de 13,5 nós. Possuía 4 872 toneladas de arqueação bruta, e capacidade de carga de 3 850 toneladas, medindo 115,21 metros de comprimento por 16,37 metros de largura e um calado de 7,44 metros.

## O contexto imediato
Embora as relações diplomáticas entre o Brasil e a Alemanha Nazi estivessem rompidas desde janeiro e, apesar do afundamento de quinze mercantes seus nos meses anteriores, o Brasil, em tese, ainda era um país neutro. Porém, no início de agosto, ante aos revides das patrulhas aéreas norte-americanas, a partir de bases brasileiras (e com auxílio de brasileiros), contra os submarinos do Eixo, a relação entre os dois países estavam seriamente deterioradas, em um estado de guerra latente entre eles.
Nesse contexto, o Alto-Comando da Kriegsmarine determinou ao submarino U-507 que se deslocasse para a costa brasileira e lá, executasse "manobras livres", ou seja, afundar toda e qualquer embarcação aliada ou latino-americana, exceto argentinas e chilenas.

## O agressor
O U-507 era um submarino do Tipo IXC, fabricado em 1940. Tinha 1 120 toneladas de deslocamento na superfície e 1 232 toneladas submerso. Com um comprimento de 76,76 metros, os submarinos desse tipo eram movidos por uma combinação de motores diesel e elétrico. Debaixo d’água, só se podia usar o motor elétrico, que não rouba o ar como os motores a combustão, só mais tarde na guerra que se adaptou um dispositivo - basicamente um tubo que capta o ar da superfície -, o snorkel, para tornar o submarino capaz de ligar o motor diesel mesmo submerso. Na superfície, movido a diesel, um tipo IXC podia navegar 13 450 milhas náuticas (25 000 km) a uma velocidade de 10 nós (18,5 km/h). Submerso, com o motor elétrico, só conseguia navegar 63 milhas a uma velocidade de apenas 4 nós (7,5 km/h). Possuíam 22 torpedos e  um carregamento de 44 minas. Operavam com uma tripulação entre 48 e 56 homens.
Seu comandante, o Capitão-de-Corveta Harro Schacht, também era muito experiente. Casado, 35 anos, com residência fixa em Hamburgo, começara a carreira naval, em 1926, servindo nos cruzadores Emden e Nürnberg, até ser deslocado para o Gabinete do Comando da Marinha, onde foi promovido a Capitão-de-Corveta e assumindo, pouco depois, o comando do U-507.
Por ocasião do afundamento do Araraquara, o "u-boot" já contabilizava 11 ataques (com dez naufrágios), inclusive o do Baependi, ocorrido poucas horas antes.

## O afundamento
Às 14h00 do dia 11 de agosto, uma terça-feira, o navio partiu do Rio de Janeiro, com destino a Cabedelo, na Paraíba, com escalas em Salvador, Recife e Maceió. Era comandado pelo Capitão-de-Longo-Curso Lauro Augusto Teixeira de Freitas e transportava em seu trajeto inicial 177 pessoas (81 tripulantes e 96 passageiros), além de uma carga geral avaliada em mais de nove milhões de cruzeiros (moeda da época).
Às 11 horas do dia 15, o navio zarpou de Salvador e tomou o rumo norte, com destino ao porto de Maceió, agora com 142 pessoas, das quais 74 tripulantes e 68 passageiros.
Precisamente às 21h03 (2h03 do dia 16, pelo Horário da Europa Central), o U-507 disparou contra o Araraquara. Foram dois torpedos, com uma diferença de um minuto entre eles. O primeiro atingiu a casa de máquinas, a boreste, e o segundo atingiu o porão nº 3 que logo incendiou-se.
O navio afundou em cinco minutos, e não foi possível usar a contento os equipamentos de salvamento. Morreram o capitão, o imediato, seis oficiais, 58 tripulantes e 65 passageiros, totalizando 131 vítimas. Somente três passageiros (um homem e duas mulheres) e oito tripulantes de salvaram.
Contribuiu para o alto número de mortos, o fato de a maior parte da tripulação e passageiros já estar recolhida às cabines. O clarão decorrente do torpedeamento do Araraquara foi visto pelos náufragos do Baependi, que já vagavam pelo mar há pelo menos duas horas.

## Relato de um sobrevivente
Milton Fernandes da Silva, primeiro piloto da embarcação, foi um dos sobreviventes. Um mês após o ataque, ele escreveu um sucinto relatório descrevendo o incidente. Seu depoimento foi impressionante, em especial na parte em que outros dois homens, já nas baleeiras mas traumatizados com a situação, se jogam ao mar depois um acesso de loucura.
Sobre o torpedeamento:
"Às 21 horas, achando-se o navio quase de través com a cidade de Aracaju, com o clarão da mesma à vista, eu dormia no meu camarote, quando fui despertado por um estampido oco, seguido de estremecimento do navio. Levantei-me incontinenti, ainda com o barulho da explosão e tentei acender a luz, mas já não havia energia elétrica. Compreendi, então, que o navio havia sido torpedeado. Vestia eu a calça do uniforme, por cima do pijama, quando aproximou-se o Comandante perguntando ao oficial do quarto, 2º. piloto, Benedito Iunes, o que havia acontecido. Foram estas as suas palavras: -"Que foi isto, Benedito?"
O referido oficial preso de grande nervosismo nada respondeu, tendo eu dito então:
- Fomos torpedeados, e o navio está adernando consideravelmente. A este tempo a guarnição já se aproximava do passadiço aguardando a ordem do comando, que foi a seguinte:
- Ponham os coletes salva-vidas e corram às baleeiras.
Foi executada imediatamente a ordem do Comandante:
Ao passar pela baleeira nº 1, em caminho da  nº 3, da qual me cabia o comando, vi já iniciando o serviço de arriar a embarcação, o Comandante, o 1º maquinista e outros que faziam perto da guarnição da mesma.
Quando chegava à baleeira nº 3, após ter passado aproximadamente 1 minuto da primeira explosão, estando o navio já bastante adernado para boreste, lado do mar, onde bateu o torpedo, novo estampido foi ouvido, seguido logo por outra explosão que incendiou o porão nº 3, e derrubou parte do botequim, tendo a tolda do mesmo arriado sobre a minha baleeira, inutilizando-a completamente.
Vendo a impossibilidade de arriá-la pensei em salvar parte da guarnição, e subi ao teto da ultima tolda à procura das balsas, as quais, não encontrei, pois, já haviam caído ao mar, dado a grande inclinação do navio. Voltei à baleeira, não encontrando mais a guarnição, pois, a mesma, vendo a impossibilidade de arriá-la, procurara outros meios de salvação. Ordenei então, aos passageiros que estavam desorientados que fossem para o outro bordo, e procurassem salvar-se da melhor maneira possível, pois, aquela baleeira não seria arriada; dizendo mais, que me acompanhassem.
Saí de gatinhas pelo convés, seguido de vários passageiros e desci cuidadosamente pelas balaustradas das toldas até chegar ao costado que já se achava na horizontal, estando, assim, o navio completamente deitado. Corri até a quilha, fazendo-me ao mar, certo de que seria impossível salvar-me.
Nadei um pouco auxiliado pelos vagalhões que me afastavam rapidamente do navio. Parei e pude presenciar o mesmo, enterrar, ou melhor, mergulhar a popa, ficando completamente em pé e desaparecendo.
Não houve tempo para ser arriada nenhuma baleeira, tendo sido empregado todos os meios para isso".
Sobre as alucinações dos náufragos:
"Com o vácuo produzido pelo afundamento do navio, fui um pouco ao fundo, tendo bebido bastante água com óleo e levado diversas pancadas com os destroços do mesmo. Quando voltei à superfície, e consegui respirar, agarrei-me a uma caixa que boiava, carga do porão nº 3. Nisto avistei um pedaço da tolda do botequim e nadei para ele, onde subi e pude recolher mais 3 pessoas, sendo: o 3º. maquinista, Eralkildes Bruno de Barros, o moço do convés, Esmerino Slina Siqueira e um oficial do exército, passageiro do navio.
Seguíamos à mercê das ondas, sem encontrar outras pessoas nas proximidades, a quem pudéssemos recorrer. Fui então apanhando e colocando sobre a tábua tudo que passava a meu alcance, e que julgava ter alguma utilidade. Assim foi que apanhei uma pequena prancha, um cavalete, um saco de farinha de trigo e um balão defensa, do qual aproveitei o chicote do cabo para amarrar sobre as tábuas a pequena prancha e o cavalete, para que o mar não os levasse, pois, os mesmos serviam de lastro, isto é, faziam peso na tábua, afundando-a, evitando que a crista das vagas as arrebentassem.
Durante toda a madrugada avistamos constantes clarões de explosões no local onde afundou o navio, explosões estas, que creio terem sido nas garrafas de ar comprimido e nos tanques de óleo.
Continuamos sobre as taboas, notando que o mar nos aproximava cada vez mais para terra, sempre em frente a barra do Aracaju.
Assim passamos o resto da noite de 15, todo o dia 16, quando aproximadamente, às 2 horas do dia 17, o marinheiro começou a dar sinais de perturbação mental, pedindo alimento, dizendo ter ouvido bater a campainha para o café, depois tentou agredir o tenente, o que evitamos; em seguida, desesperado de fome e sede atirou-se ao mar, sendo impossível qualquer salvação. Logo após, o segundo tenente começou a demonstrar o mesmo sintoma, perguntando pelos colegas. Lembrei-me, então de indagar seu nome e ele respondeu ser Oswaldo Costa. Tentei acalmá-lo, foi impossível, atirou-se n´água. Com cuidado para não haver desequilíbrio nas poucas tábuas que nos restavam, agarrei-o pelas botas, conseguindo colocá-lo novamente sobre as mesmas. No entanto, poucos minutos depois, colocando-se numa atitude agressiva, dizendo que eu e meu companheiro estávamos embriagados, que ia para casa, fez-se novamente ao mar, sendo desta vez, impossível salvá-lo".
Sobre a chegada à praia e aos socorros:
"Restavam agora, na tábua, somente eu e o terceiro maquinista. Assim, continuamos sempre avistando o clarão da cidade de Aracaju, para onde éramos levados.
Ao clarear o dia, quando já avistávamos as casas da referida cidade, a vazante do rio Continguiba e o vento terral nos afastou para fora, fazendo-nos cair na rebentação dos bancos. Esta acabou de destruir as tábuas e nos atirou n´água. Lutamos com a dita rebentação nadando sempre em busca da prancha, pois, esta ainda nos oferecia resistência, mas ao aproximarmos, éramos atirados novamente à distância, tornando-se, assim, impossível agarrá-la. Continuamos nesta luta, até aproximadamente às 9 horas, quando avistamos uma coroa, e para lá nos dirigimos. Notei que a maré enchia, e calculando que na preamar, talvez não desse pé na dita coroa, e que estando fracos, pois, a 36 horas não dormíamos, nem nos alimentávamos, convenci ao meu companheiro que não devíamos descansar e sim nadar para terra, da qual já avistávamos o coqueiros. Assim ficamos somente uns 10 minutos, afim de refazer as forças e fizemo-nos ao mar, nadando em direção da praia de Estância, onde chegamos às 15 horas.
Exausto, deitei-me na areia para dormir, julgando ter meu companheiro feito o mesmo, quando fui acordado para beber água de coco verde que ele havia apanhado. Reanimado subi também ao coqueiro, derrubando 4 cocos, dos quais bebemos a água e comemos a polpa. Em seguida pusemo-nos a caminhar, e depois de andarmos 2-½ léguas, encontramos a fazenda da Barra de propriedade de Manoel Sobral, onde o administrador, Sr. Luiz Gonzaga de Oliveira, preparou jantar e nos ofereceu. Terminada a refeição, o dito administrador mandou dois de seus empregados numa canoa nos levar a cidade de S. Cristóvão.
Durante a viagem, foi que conseguimos dormir um pouco no fundo da embarcação.
Às 21 horas chegamos a dita cidade, e fomos recebidos pelo povo, apresentando-se, em seguida, o Sr. Prefeito, que nos encaminhou a sua residência, obrigando-nos a fazer uma pequena refeição, enquanto aguardávamos a condução para prosseguirmos a viagem até Aracaju. Pedi, então, que telegrafassem a minha família, participando que estava salvo.
Quando terminávamos a refeição, mais um sobrevivente do "Araraquara" apareceu; era o passageiro Caetano Moreira Falcão, que havia dado à praia, numa das balsas, e foi recolhido por um pescador. Na referida balsa, vinham mais dois passageiros, que morreram lutando com a rebentação.
O Sr. Prefeito, levou-nos no seu automóvel para Aracaju, onde chegamos às 24 horas, encaminhando-nos ao Governador do Estado, com quem conversamos alguns momentos. Depois de deixarmos em palácio o colete e a boia salva-vidas que trazíamos conosco, retiramo-nos para o Hotel Marozzi, onde ficamos hospedados.
No dia seguinte, fomos socorridos e medicados pelo medico do posto [de] assistência Dr. Moysés.
Fiquei 10 dias impossibilitado de me locomover, por ordem do médico e durante este período, outros náufragos foram chegando à Aracaju; disto era informado pelo Sr. Agente, Dr. Carlos Cruz, ao qual pedi que telegrafasse à Companhia, cientificando-a de tudo, assim, como, às famílias que me telegrafavam pedindo noticias dos seus".
Sobre os demais sobreviventes:
"Os outros sobreviventes foram os seguintes: José Pedro da Costa, barbeiro, que salvou-se sozinho em um pedaço de tábua; Francisco José dos Santos, marinheiro, e Mauricio Ferreira Vital, taifeiro, que salvaram-se numa das balsas, trazendo consigo a passageira, d. Eunice Balman; José Rufino dos Santos, marinheiro, José Correia dos Santos, moço, e José Alves de Mola, carvoeiro, que chegaram à terra montados na quilha da baleeira nº 4, que flutuou emborcada depois do navio submerso, e traziam consigo a passageira, dona Alaíde Cavalcante.

Vários cadáveres deram à praia, sendo fotografados pela polícia e, dentre eles, pude identificar dois: o taifeiro, Celso Rosas e o cabo Caldeirinha, Pedro Vieira.
As baleeiras de números 1 e 2 também deram à praia, mas completamente vazias.
Dia 29, seguimos por ordem da Companhia, para a Bahia, ficando aí hospedados a bordo do navio "Itaquera", de onde saímos no dia 4 de Setembro, viajando por terra, com destino ao Rio de Janeiro, onde chegamos às 23 horas do dia 10.
Consta na cidade de Salvador, que os tripulantes do iate e da barcaça que foram abordados, sendo a última bombardeada, identificaram como de nacionalidade alemã a guarnição do submarino, ficando assim provado e reconhecido os covardes que torpedearam no espaço de 48 horas, 5 navios de passageiros, completamente indefesos".
Rio de Janeiro, 15 de setembro de 1942.

## Repercussão e consequências
Somente na terça-feira, 18 de agosto, que a estação retransmissora do DIP irradiou para todo o país, e os jornais publicaram, o comunicado que indignaria o País:
"Pela primeira vez embarcações brasileiras, servindo ao tráfego de nossas costas no transporte de passageiros e cargas de um estado para o outro, sofreram ataques de submarinos do Eixo (…) O inominável atentado contra indefesas unidades da marinha mercante de uma país pacífico, cuja vida se desenrola à margem e distante do teatro de guerra, foi praticado com desconhecimento dos mais elementares princípios do direito e da humanidade. Nosso país, dentro de sua tradição, não se atemoriza diante de tais brutalidades e o governo examina quais as medidas a tomar em face do ocorrido. Deve o povo manter-se calmo e confiante, na certeza de que não ficarão impunes os crimes praticados contra a vida e os bens dos brasileiros".Departamento de Imprensa e Propaganda, 18 de agosto de 1942.
A notícia revoltou a população brasileira que, indignada e sedenta por vingança, se voltou contra imigrantes ou descendentes de alemães, italianos e japoneses. Em muitas cidades brasileiras ocorreram episódios de depredações de estabelecimentos comerciais pertencentes a pessoas oriundas daqueles países, bem como tentativas de linchamento, mesmo contra aquelas não simpáticas à causa nazifascista, que eram a grande maioria.
Estudantes, sindicalistas, operários e outros setores da sociedade marcharam pelas ruas das principais cidades do país exigindo a entrada do país na guerra. No Rio de Janeiro, em volta do Palácio da Guanabara e do Palácio do Itamaraty, sede do governo e do Ministério das Relações Exteriores, respectivamente, manifestações se sucediam, temperadas por palavras de ordem que pediam uma resposta firme e corajosa aos ataques.
Em 22 de agosto, após uma reunião ministerial, o Brasil deixava de ser neutro, declarando "estado de beligerância" à Alemanha nazista e à Itália fascista, formalizado através do Decreto-Lei nº 10 508, expedido a 31 de agosto de 1942.